# Limites iterados
Em cálculo com múltiplas variáveis, os limites iterados são apresentados como expressões do tipo {\displaystyle {\underset {x\rightarrow a}{\lim }}\left({\underset {y\rightarrow b}{\lim }}f(x,y)\right).}
Temos, assim, uma expressão cujo valor depende de, ao menos, duas variáveis. Tomando o limite em relação a uma dessas variáveis, ou seja, tomando {\displaystyle g(x):={\underset {y\rightarrow b}{\lim }}f(x,y)},  nos aproximamos de uma expressão cujo valor depende apenas da outra e, então, tomando o limite em relação a essa outra variável, {\displaystyle {\underset {x\rightarrow a}{\lim }}g(x)}, nos aproximamos de um número, que representa um dos limites iterados para essas variáveis. O outro limite iterado é dado por {\displaystyle {\underset {y\rightarrow b}{\lim }}\left({\underset {x\rightarrow a}{\lim }}f(x,y)\right)}.
Essa definição difere da expressão {\displaystyle {\underset {(x,y)\rightarrow (a,b)}{\lim }}f(x,y)}, que não é um limite iterado, mas sim um Limite Duplo. Nesse caso, o significado da expressão é que o limite da função de mais de uma variável {\displaystyle f(x,y)} se aproxima tanto de um determinado número L tanto quanto aproximamos {\displaystyle (x,y)} do ponto {\displaystyle (a,b)}. Ou seja, não envolve tomar um limite e, então, o outro, mas sim analisar o comportamento da função em torno do ponto desejado por vários caminhos.
Deve-se considerar que, em geral, os três limites acima (os dois iterados e o duplo) não levam a resultados comuns, ou seja, em geral
{\displaystyle {\underset {x\rightarrow a}{\lim }}\left({\underset {y\rightarrow b}{\lim }}f(x,y)\right)\neq {\underset {y\rightarrow b}{\lim }}\left({\underset {x\rightarrow a}{\lim }}f(x,y)\right)\neq {\underset {(x,y)\rightarrow (a,b)}{\lim }}f(x,y)}.
Exemplos e condições nos quais as trocas de ordem dos operadores de limite são aceitas serão analisados nas seções seguintes.

## Definição formal
Suponha {\displaystyle A,B\subseteq M}, onde {\displaystyle M} é um espaço métrico completo e, ainda {\displaystyle a\in A^{\prime }} e {\displaystyle b\in B^{\prime }}, onde {\displaystyle A^{\prime }} e {\displaystyle B^{\prime }} são os conjuntos de pontos de acumulação de {\displaystyle A} e {\displaystyle B}, respectivamente. Sejam, então, {\displaystyle g(x):={\underset {y\rightarrow b}{\lim }}f(x,y)} e {\displaystyle h(y):={\underset {x\rightarrow a}{\lim }}f(x,y)}, chamamos de limites iterados as expressões {\displaystyle {\underset {x\rightarrow a}{\lim }}g(x)={\underset {x\rightarrow a}{\lim }}\left({\underset {y\rightarrow b}{\lim }}f(x,y)\right)} e {\displaystyle {\underset {y\rightarrow b}{\lim }}h(y)={\underset {y\rightarrow b}{\lim }}\left({\underset {x\rightarrow a}{\lim }}f(x,y)\right)}. Chamamos, ainda, de limite duplo a expressão {\displaystyle {\underset {(x,y)\rightarrow (a,b)}{\lim }}f(x,y).}

## Exemplos
Acima atentamos para o fato de que os limites iterados e duplo nem sempre tem resultados iguais. Aliás, pode-se adicionar o fato de que os limites iterados nem sempre existem. Abaixo seguem alguns exemplos de funções e o cálculo dos limites iterados relacionados a essas funções.
Sejam as funções abaixo definidas de forma que, {\displaystyle f,g,h:A\times B=(0,+\infty )\times (0,+\infty )\rightarrow \Re },
(1) {\displaystyle f(x,y)={\dfrac {x-y+x^{2}+y^{2}}{x+y}}}
Temos {\displaystyle {\underset {x\rightarrow 0}{\lim }}f(x,y)=y-1} e {\displaystyle {\underset {y\rightarrow 0}{\lim }}f(x,y)=x+1}, de onde segue
{\displaystyle {\underset {y\rightarrow 0}{\lim }}\left({\underset {x\rightarrow 0}{\lim }}f(x,y)\right)=-1} e {\displaystyle {\underset {x\rightarrow 0}{\lim }}\left({\underset {y\rightarrow 0}{\lim }}f(x,y)\right)=1}, ou seja
{\displaystyle {\underset {y\rightarrow 0}{\lim }}\left({\underset {x\rightarrow 0}{\lim }}f(x,y)\right)\neq {\underset {x\rightarrow 0}{\lim }}\left({\underset {y\rightarrow 0}{\lim }}f(x,y)\right)}.
.
(2) {\displaystyle g(x,y)={\dfrac {x\sin {\frac {1}{x}}+y}{x+y}}}
{\displaystyle {\underset {x\rightarrow 0}{\lim }}f(x,y)=1}, de onde {\displaystyle {\underset {y\rightarrow 0\%}{\lim }}\left({\underset {x\rightarrow 0}{\lim }}g(x,y)\right)=1}.
Mas, {\displaystyle {\underset {y\rightarrow 0}{\lim }}g(x,y)=\sin {\frac {1}{x}}} e, portanto, {\displaystyle \nexists {\underset {x\rightarrow 0}{\lim }}\left({\underset {y\rightarrow 0}{\lim }}g(x,y)\right)}.
.
(3) {\displaystyle h(x,y)=x\sin {\frac {1}{y}}}, {\displaystyle 0\leq \left\vert x\sin {\frac {1}{y}}\right\vert \leq \left\vert x\right\vert }
Temos {\displaystyle {\underset {(x,y)\rightarrow (0,0)}{\lim }}h(x,y)={\underset {y\rightarrow 0}{\lim }}\left({\underset {x\rightarrow 0}{\lim }}h(x,y)\right)=0}, mas {\displaystyle \nexists {\underset {x\rightarrow 0}{\lim }}\left({\underset {y\rightarrow 0}{\lim }}y(x,y)\right)}.
Deve-se atentar ao fato de que os limites iterados nem sempre são iguais e, mesmo que sejam, isso não é condição suficiente para garantir que o limite duplo também o seja. Tomemos o seguinte exemplo,
(4) {\displaystyle f(x,y)={\frac {xy}{x^{2}+y^{2}}},}
Oras, {\displaystyle \lim _{y\to 0}{\frac {xy}{x^{2}+y^{2}}}=\lim _{x\to 0}{\frac {xy}{x^{2}+y^{2}}}=0}, logo {\displaystyle \lim _{x\to 0}\left(\lim _{y\to 0}{\frac {xy}{x^{2}+y^{2}}}\right)=\lim _{y\to 0}\left(\lim _{x\to 0}{\frac {xy}{x^{2}+y^{2}}}\right)=0}
Mas o limite duplo em torno do caminho {\displaystyle y=x} é dado por,
{\displaystyle \lim _{{\Big (}(x,y)\to (0,0)\,:\,y=x{\Big )}}{\frac {xy}{x^{2}+y^{2}}}=\lim _{x\to 0}{\frac {x^{2}}{x^{2}+x^{2}}}={\frac {1}{2}}.}

## Troca da ordem dos operadores de limite
Já vimos que a operação de limites não é comutativa. Existem, contato, algumas condições que permitem a troca de operadores de limites.

### Proposição
Seja {\displaystyle f:A\times B\rightarrow M} uma função de um subconjunto {\displaystyle A\times B\subset M_{1}\times M_{2}} em {\displaystyle M} e {\displaystyle (a,b)\in A^{\prime }\times B^{\prime }}, onde {\displaystyle M_{1},M_{2},M} são espaços métricos. Se
(i) {\displaystyle \exists {\underset {(a,b)}{\lim }}f(x,y)=\alpha }
(ii) para cada {\displaystyle y\in B,\exists {\underset {x\rightarrow a}{\lim }}f(x,y)=g(y)}
então {\displaystyle \exists {\underset {y\rightarrow b}{\lim }}g(y)=\alpha }.
| DEMONSTRAÇÃO |
| --- |
| Como {\displaystyle \exists {\underset {(a,b)}{\lim }}f(x,y)=\alpha }, então, da definição, {\displaystyle \forall \varepsilon >0,\exists \delta >0,\forall (x,y)\in A\times B}, {\displaystyle (x,y)\in B_{\delta }(a)\times B_{\delta }(b)\backslash \{(a,b)\}\Rightarrow d(f(x,y),\alpha )=\left\vert f(x,y)-\alpha \right\vert <{\frac {\varepsilon }{2}}}. Usando o fato de que {\displaystyle \exists {\underset {x\rightarrow a}{\lim }}f(x,y)=g(y)} e a continuidade da função norma, então {\displaystyle \exists {\underset {x\rightarrow a}{\lim }}d(f(x,y),\alpha )=d(g(y),\alpha )\leq {\frac {\varepsilon }{2}}}. Segue que {\displaystyle \forall \varepsilon >0,\exists \delta >0,\forall y\in B,y\in B_{\delta }(b)\backslash \{b\}\Rightarrow d(g(y),\alpha )<\varepsilon }, de modo que {\displaystyle {\underset {y\rightarrow b}{\lim }}g(y)=\alpha }. |

### Teorema do intercâmbio de limites
Seja {\displaystyle f:A\times B\rightarrow M} uma função em um espaço métrico completo, onde {\displaystyle A} e {\displaystyle B} são subconjuntos dos espaços métricos {\displaystyle M_{1}} e {\displaystyle M_{2}}, respectivamente, e seja {\displaystyle a\in A^{\prime }\backslash A,b\in B^{\prime }\backslash B}. Se
(i) {\displaystyle \exists {\underset {x\rightarrow a}{\lim }}f(x,y)=g(y)},{\displaystyle \forall y\in B}
(ii) {\displaystyle {\underset {y\rightarrow b}{\lim }}f(x,y)=h(x)} existe uniformemente em {\displaystyle x\in A}
então os três limites {\displaystyle {\underset {x\rightarrow a}{\lim }}{\underset {y\rightarrow b}{\lim }}f(x,y),} {\displaystyle {\underset {y\rightarrow b}{\lim }}{\underset {x\rightarrow a}{\lim }}f(x,y),{\underset {(a,b)}{\lim }}f(x,y)} existem e são iguais.

| DEMONSTRAÇÃO |
| --- |
| Seja {\displaystyle \varepsilon >0} arbitrário. De (ii) temos, pela definição (1) {\displaystyle \exists \delta >0,\forall y\in B:0<d_{2}(y,b)<\delta \Rightarrow \forall x\in A:d(f(x,y),h(x))<{\frac {\varepsilon }{6}}.} Seja {\displaystyle y^{\ast }\in B_{\delta }(b)\backslash \{b\}}, usando (i), segue (2) {\displaystyle \exists \delta ^{\ast }>0,\forall x\in A:0<d_{1}(x,a)<\delta ^{\ast }\Rightarrow d(f(x,y^{\ast }),g(y^{\ast }))<{\frac {\varepsilon }{6}}.} Seja a vizinhança do ponto {\displaystyle (a,b)} dada na forma {\displaystyle V=B_{\delta ^{\ast }}(a)\times B_{\delta }(b)} e sejam os pontos {\displaystyle (x_{1},y_{1}),(x_{2},y_{2})\in V\backslash \{(a,b)\}.} Da desigualdade triangular segue {\displaystyle d(f(x_{1},y_{1}),f(x_{2},y_{2}))\leq d(f(x_{1},y_{1}),h(x_{1}))+d(h(x_{1}),f(x_{1},y^{\ast }))+}{\displaystyle d(f(x_{1},y^{\ast }),g(y^{\ast }))+d(g(y^{\ast }),f(x_{2},y^{\ast }))+d(f(x_{2},y^{\ast }),h(x_{2}))+d(h(x_{2}),f(x_{2},y_{2}))} Por (1) e (2), cada termo do lado direito da desigualdade são menores que {\displaystyle {\frac {\varepsilon }{6}}.} Decorre disso que {\displaystyle \forall (x_{1},y_{1})\in A\times B,\forall (x_{2},y_{2})\in A\times B:} {\displaystyle (x_{1},y_{1}),(x_{2},y_{2})\in V\backslash \{(a,b)\}\Rightarrow d(f(x_{1},y_{1}),f(x_{2},y_{2}))<\varepsilon .} Assim, a função satisfaz o critério de Cauchy no ponto {\displaystyle (a,b)} e, como {\displaystyle M} é um espaço métrico completo, existe {\displaystyle {\underset {(a,b)}{\lim }}f(x,y)=\alpha }. Da proposição anterior, junto com (i), segue {\displaystyle {\underset {y\rightarrow b}{\lim }}g(y)=\alpha ={\underset {y\rightarrow b}{\lim }}({\underset {x\rightarrow a}{\lim }}f(x,y))} e, com (ii) que {\displaystyle {\underset {x\rightarrow a}{\lim }}h(x)=\alpha ={\underset {x\rightarrow a}{\lim }}({\underset {y\rightarrow b}{\lim }}f(x,y))} . O que conclui a demonstração. |